# Constantin Friedrich Blesendorf

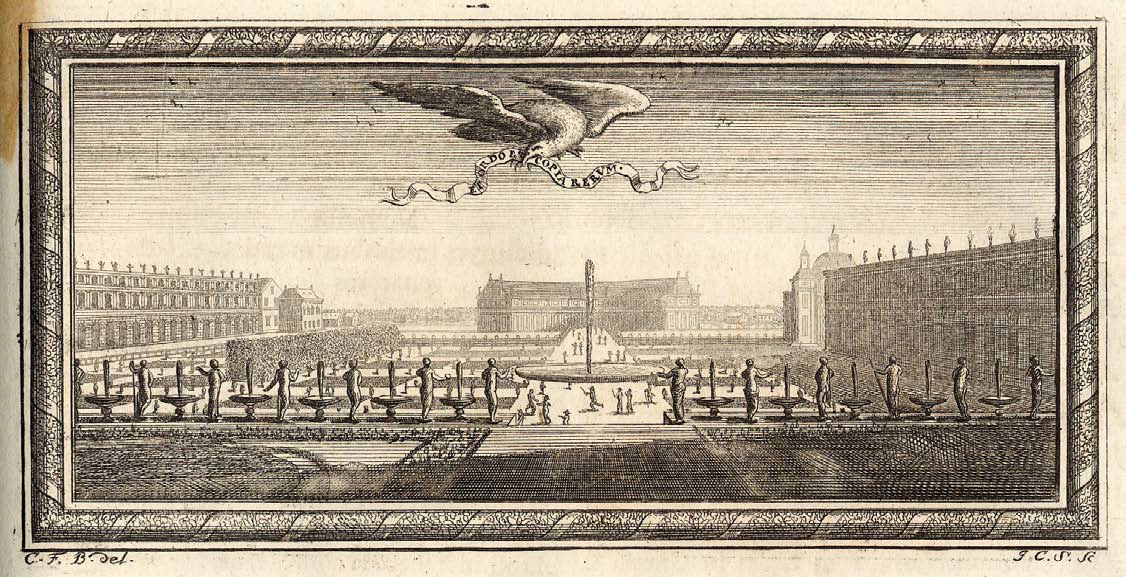
Die Orangerie im Lustgarten zwischen Zeughaus links und Schloss und Dom rechts.
Kupferstich von Constantin Friedrich Blesendorf von 1696

Constantin Friedrich Blesendorf (getauft 22. Februar 1674 in Berlin; † um 1724 ebenda) war ein Maler, Zeichner und Kupferstecher in Berlin. Zum Todesjahr gibt es unterschiedliche Angaben, sie reichen von 1724 bis 1754. Gernot Ernst begründet das von ihm angegebene Todesdatum wie folgt:

„Das […] Todesjahr 1744 bzw. 1754 wird durch die Kirchenbücher nicht bestätigt. […] In den Adresskalendern, die ab 1706 von der Akademie der Wissenschaften herausgegeben werden, ist C. F. Blesendorf von 1707 bis 1723 als Kupferstecher angegeben, danach fehlt seine Eintragung. Im Jahresetat von Friedrich Wilhelm I. ist er 1723 noch als Hofkupferstecher […] aufgeführt. Die Vermutung liegt nahe, dass er 1724 gestorben ist und es sich insoweit bei Nicolai, der Ursprungsquelle für die bisherigen Angaben, um einen Schreibfehler handelt.“

## Familie
Blesendorf war der Sohn des Goldschmieds, Malers und Kupferstechers Samuel Blesendorf (1633–1699) und dessen Frau Ursel (geborene Brechtel). Die Großeltern väterlicherseits waren der gleichnamige Samuel Blesendorf (1598–1651), ein Berliner Goldschmied, und dessen Frau Catharina, eine geborene Reichard. Blesendorf wurde in der Kirche St. Marien in Berlin getauft. Er hatte einen älteren Bruder, der wie der Vater und der Großvater Samuel Blesendorf (1670–1706) hieß und als Kupferstecher und Emaillemaler tätig war, er fertigte unter anderem Porträts für Samuel von Pufendorfs Werk zur Geschichte Schwedens. Georg Kaspar Nagler gibt noch eine Schwester Elisabeth Blesendorf an, die 1760 gestorben sein soll.
Nach Georg Galland wäre folgender Stammbaum nach seinen Forschungen denkbar:

Samuel Blesendorf (* 1598 in Grantzkow; † 20. April 1651 in Berlin begraben), Goldschmied ⚭ 1630 mit Katharina (geborene Reichard), Tochter Sebastian Reichards.
- Anasias Blesendorf (* ca. 1631; † ca. 1670), Goldschmied ⚭ mit einer Tochter des Meisters Hanss Dreßler.
- Samuel Blesendorf (getauft am 11. Januar 1633; † 1699), Goldschmied und Hofkupferstecher ⚭ 1. Ursel (geborene Brechtel) 2. 1696 Marie Katharina Freers.
  - Constantin Friedrich Blesendorf (getauft am 20. Februar 1674; † 21. Dezember 1744), Hofkupferstecher
  - Theodor Blesendorf (getauft am 10. November 1675)
  - Ernst Ludwig (getauft am 16. Februar 1679; † 4. April 1680)
- Georg Blesendorf (getauft am 10. Mai 1640; † 21. April 1684)

sowie ein Johann Samuel, der nach 1699 verstorben ist. [Samuel Blesendorf (1670–1706)?]

## Leben
Sein Pate war Eberhard Freiherr von Danckelmann. Er arbeitete als Maler und Kupferstecher in Berlin. Am 11. März 1700, dem Tag der Beerdigung seines Vaters, wurde er zum Hofkupferstecher ernannt. 1699 wurde er zum Adjunctus extraordinarius an der neu gegründeten Akademie der Künste berufen und später zum Professor der Geometrie und Perspektive. Die besondere Bedeutung liegt in seiner präzisen Wiedergabe der zeitgenössischen Bauwerke in Berlin. Wie sein Vater, fertigte er einige Kupferstiche für den Thesaurus Electoralis Brandenburgici, den Lorenz Beger beim Verlag von Ulrich Liebpert in Berlin herausgab. Gelegentlich arbeitete er auch als Porträtmaler. 1707 heiratete er und hatte eine Tochter.

## Werke imThesaurus Electoralis Brandenburgici
- Der Alabastersaal im Königlichen Schloss DOI
- Die Orangerie im Lustgarten zwischen Zeughaus links und Schloss und Dom rechts DOI
- Das Zeughaus DOI
- Die Eingangshalle im Zeughaus DOI
- Suum cuique (Gerichtssaal/Kammergericht) DOI
- Ansicht des Antikenkabinetts DOI
- Quanta Tantillo Tempore Gazae (Lustgarten) DOI
- Pallas has condidit Arces (Das Churfürstliche Schloss vom Lustgarten) DOI
- Regia Berolinensis DOI
- Mille Intus Stabulant (Der Marstall, im Obergeschoss die Akademie der Künste)DOI
- Der Aktzeichensaal in der Akademie der Künste in Berlin DOI
- Schloss Lietzenburg – Ansicht von der Hofseite (Fassadenentwurf Grünberg) DOI
- Bau des Kanals in Berlin DOI